# What Happened on Twenty-third Street, New York City
What Happened on Twenty-third Street, New York City er en amerikansk stumfilm fra 1901 af George S. Fleming og Edwin S. Porter.